# Тімаков Олег Михайлович
Олег Миколайович Тімаков (рос. Олег Михайлович Тимаков; нар. 26 липня 1920, Москва, РРФСР — пом. 16 листопада 1990, Москва, СРСР) — радянський російський футболіст, півзахисник. Заслужений майстер спорту.

## Клубна кар'єра
Розпочинав кар'єру в одеському «Спартаку». Дебютував у складі одеситів 2 травня 1941 року в програному (0:4) домашньому поєдинку 2-о туру чемпіонату СРСР проти московського «Динамо». Олег вийшов на поле в стартовому складі та відіграв увесь матч. У 1941 році зіграв 5 матчів. З 1945 по 1954 рік виступав за московський «Спартак». Дебютував у ньому 20 травня матчі 2-го туру проти московського «Динамо». У складі «червоно-білих» став дворазовим чемпіоном СРСР і триразовим володарем Кубка СРСР. П'ять разів включався в список 33 найкращих футболістів сезону.
Учасник першого чемпіонату СРСР з хокею з шайбою. Його «Спартак» завершив турнір на третьому місці.

## Тренерська діяльність
Після завершення кар'єри працював тренером. Був тренером у московських клубах «Локомотив» і «Крила Рад». Очолював бакинський «Нафтовик», «Спартак» з Владикавказа й «Цемент».

## Досягнення
- Вища ліга чемпіонату СРСР
  -  Чемпіон (2): 1952, 1953

- Кубок СРСР
  -  Володар (3): 1946, 1947, 1950

- Список 33 найкращих футболістів сезону в СРСР: № 1 (1952), № 2 (1949, 1950, 1951), № 3 (1948)